# Andrei Istrățescu
Andrei Istrățescu (* 3. Dezember 1975) ist ein rumänischer Schachspieler. Er wurde 1992 Internationaler Meister und 1994 Großmeister. Am 4. Mai 2011 wechselte er vom rumänischen zum französischen Schachbund, am 6. Februar 2017 wechselte er zum rumänischen zurück.

## Leben
Das Schachspielen lernte Andrei Istrățescu im Alter von vier Jahren. Trainiert wurde er von IM Mihail Ghinda. Als Trainer arbeitete Istrățescu mit dem Gewinner der U16-Weltmeisterschaft von 2007 Ioan-Cristian Chirilă. Des Weiteren ist er im Trainerstab der französischen Nationalmannschaft.

## Erfolge

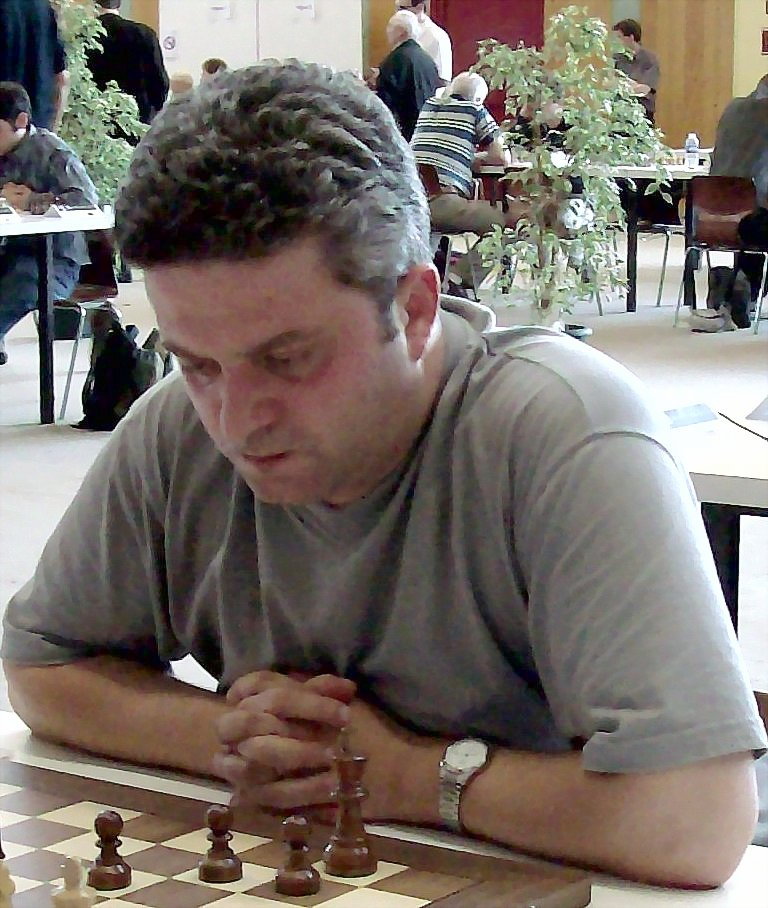
Andrei Istrățescu (2008)

1991 wurde Andrei Istrățescu in Mamaia U16-Europameister, 2001 gewann er das 1. Rohde International Open in Sautron bei Nantes und das Bukarester Frühlingsfestival. 2002 teilte er sich beim Internationalen Open in Korinth den Sieg mit Alexander Graf, Jewgeni Najer und Igor Miladinović, wurde beim Corus-Einladungsturnier Zweiter hinter Ian Rogers in der C-Gruppe und gewann das Internationale Turnier in Trignac bei Saint-Nazaire. 2003 gewann er das 13. Gorge International Open in Gorges (Département Loire-Atlantique), das  18. International Summer Open in Avoine (Département Indre-et-Loire), das 3. International Rohde Open in Sautron und das 2. International Tournament in Nantes. 2004 gewann er das 1. Open International in Niort, das 19. Summer Open in Avoine und das Quatrieme Open in Plancoët. 2007 gewann er die 2. Trophee Universitaire in La Roche-sur-Yon, 2008 das Kaupthing Open in Differdingen, 2009/10 das Turnier in Hastings, 2011 das internationale Open in Malakoff und 2012 Neckar-Open in Deizisau vor Konstantine Schanawa.
Bei rumänischen Einzelmeisterschaften erreichte er häufig gute Platzierungen. So wurde er 1990 Dritter, gewann 1992 die rumänische Meisterschaft, wurde 1994 und 1996 Zweiter und 1999 Dritter. Bei der Landesmeisterschaft 2017 gewann er mit 7,5 Punkten aus 9 Partien erneut den Titel.
Im März 2005 spielte er in Bukarest einen Vergleichskampf mit dem Exweltmeister Anatoli Karpow, den Karpow 6 zu 2 gewann.

## Nationalmannschaft
1994 war er Mitglied der rumänischen U20-Nationalmannschaft beim Gewinn der Goldmedaille bei der U20-Mannschaftseuropameisterschaft in Çanakkale. 

Andrei Istrățescu nahm für die rumänische Nationalmannschaft an sieben Schacholympiaden (1992, 1994, 1996, 1998, 2002, 2006 und 2008) mit einem Ergebnis von +18 =38 −13 teil. Er beteiligte sich an vier Mannschaftseuropameisterschaften (1992, 1999, 2005 und 2009) mit der rumänischen Mannschaft sowie 2011 zum ersten Mal mit der französischen Mannschaft mit einem Gesamtergebnis von +6 =21 −5.

## Vereine
Vereinsschach spielte er in jugoslawischen, rumänischen, griechischen, französischen, niederländischen, serbischen, spanischen und baskischen, ungarischen, Schweizer, luxemburger und belgischen Ligen. 
In Rumänien spielte er für CS Contor Group Arad, in Griechenland  für Kalamata, in Frankreich Anfang der 2000er-Jahre für den Club d’Echecs de Sautron, in den 2010er-Jahren bis 2013 für den Club de Marseille Echecs, 2014 für Évry Grand Roque sowie 2016 für Mulhouse Philidor. In Frankreich wurde er in der Saison 2010/11 mit Marseille Mannschaftsmeister. In den Niederlanden spielte er für Kapodokya Purmerend, im Baskenland für Gros Xake Taldea (für den er 2005 auch in der spanischen División de Honor spielte), in Ungarn für den Nagykanizsai Tungsram Sakk-Klub. Die ungarische Mannschaftsmeisterschaft gewann er in der Saison 2006/07 mit Nagykanizsai, die sich inzwischen in Aquaprofit umbenannt hatten. In der Schweiz spielte er für den SK Mendrisio, ab der Saison 2010 für den Schachklub Luzern und ab der Saison 2012 für den Club d’Echecs de Genève. Die Mannschaftsmeisterschaft der Schweiz gewann er in der Nationalliga A (Schach) 2007 mit Mendrisio, 2012 in seiner ersten Saison dort mit dem Club d’Echecs de Genève sowie 2015 erneut mit Genève. In Luxemburg spielte er für Differdange I, ab 2010 für Echternach. In Luxemburg wurde er 2008 mit Le Cavalier Differdange und 2011 mit De Sprénger Echternach Mannschaftsmeister. In Belgien spielte er für Namur, ab 2011 für Charleroi und ab 2012 für die Schachfreunde Wirtzfeld. Istrățescu wurde 2012 mit Charleroi sowie 2013 und 2018 mit Wirtzfeld belgischer Mannschaftsmeister. 
Am European Club Cup nahm Istrățescu 1992, 1993 und 1994 mit dem SC Politehnica Bukarest, 2007 mit Gros Xake Taldea und 2011 mit Marseille Echecs teil.